# Oberamt Weiltingen
Das Oberamt Weiltingen war ein württembergisches Oberamt mit Sitz in Weiltingen, heute eine Marktgemeinde im Landkreis Ansbach in Bayern.

## Geschichte
Weiltingen war am Ende des 16. Jahrhunderts im Besitz der Reichsritter von Knöringen. Das Lehen fiel nach dem Tod des stark verschuldeten Wolf Wilhelm von Knöringen im Jahr 1616 an das Herzogtum Württemberg heim. 1618 gab es in dem neu gebildeten Oberamt 245 Untertansfamilien mit 1381 Einwohnern. Sie verteilten sich in folgenden Orten:
- Altentrüdingen
- Baumhof
- Beyerberg
- Dorfkemmathen
- Frankenhofen
- Gelshofen
- Gerolfingen
- Greiselbach
- Hahnenberg
- Haslach
- Illenschwang
- Irsingen
- Oberkemmathen
- Oberklingen
- Obermichelbach
- Opfenried
- Ruffenhofen
- Schmalzmühle
- Siebhof
- Unterklingen
- Untermichelbach
- Veitsweiler
- Villersbronn
- Walkmühle
- Weiltingen
- Wittelshofen
- Wolfsbühl
- Wörnitzhofen

Eine Seitenlinie des Hauses Württemberg residierte bis 1705 in Weiltingen. Während des Dreißigjährigen Kriegs wurden Weiltingen und Veitsweiler abgebrannt und geplündert. Der Amtssitz blieb unversehrt, diente aber bis zum Ende des Kriegs bayerischen Generälen und dem Kurfürst Maximilian von Bayern als militärischer Stützpunkt. 1705 verstarb Friedrich Ferdinand von Württemberg-Weiltingen ohne männliche Nachkommen. Dadurch fiel das Oberamt Weiltingen wieder an die Württembergische Hauptlinie zurück. Die Linie Weiltingen-Oels erhob Anspruch auf das Oberamt, dieser wurde aber mit einem Reichshofratsurteil von 1724 abgewiesen. Das wenig profitable Oberamt wurde daraufhin als Kammerschreibergut des Herzogstums Württemberg verwaltet. Von 1778 bis 1792 war Weiltingen noch einmal kurzzeitig Residenzort des späteren Herzogs Ludwig Eugen von Württemberg.
Das Oberamt Weiltingen war kontinuierlich in Streitigkeiten mit dem ansbachischen Oberamt Wassertrüdingen und den oettingischen Oberämtern Aufkirchen und Mönchsroth verwickelt. Diese betrafen insbesondere die Ausübung der Hochgerichtsbarkeit und des Wildbanns. Es bestanden von seiten Württembergs Tausch- und Kaufpläne mit Ansbach und Oettingen, die jedoch ergebnislos verliefen. Mit dem Grenzvertrag zwischen Bayern und Württemberg vom 18. Mai 1810 fiel das Oberamt Weiltingen an das Königreich Bayern.